# We Made You
Singles de Eminem
Crack a Bottle 3 a.m.
Pistes de Relapse
Same Song & Dance Medicine Ball
We Made You est le premier single extrait de l'album Relapse du rappeur américain Eminem en duo avec Charmagne Tripp. Le single, produit par Dr. Dre, Eminem et Doc Ish, est sorti le 5 avril 2009 avec un vidéo-clip,. Eminem a interprété cette chanson avec Crack a Bottle aux MTV Movie Awards de 2009.
Dans la chanson, le rappeur évoque de nombreuses célébrités telles que Jessica Simpson, Bret Michaels, Britney Spears, Kevin Federline, Lindsay Lohan, Samantha Ronson, Amy Winehouse, Ellen DeGeneres, Portia de Rossi, Jessica Alba, Lisa Ann, Elvis Presley, Tony Romo, John Mayer, Jennifer Aniston, Jason Mraz et Kim Kardashian.

## Parution et réception
We Made You a reçu des critiques mitigées. Daniel Kreps du magazine Rolling Stone lui a donné une critique positive énonçant : « il est beau de voir Eminem de retour encore après quelques années pendant lesquelles il a eu des problèmes graves comme la mort de son ami Proof, avec We Made You où il évoque plusieurs célébrités. » Billboard a également donné au single une critique positive. Cependant Tim Jonze de The Guardian a rapporté : « We Made You n'est pas l’une des meilleures chansons que Eminem ait faite. » We Made You a été téléchargée 167 000 fois lors de sa première semaine et a atteint le top 10 des charts dans plusieurs pays.

## Clip
Le clip a été réalisé par Joseph Kahn, qui avait déjà mis en scène celui de Without Me de son album The Eminem Show. Il a été présenté le 15 mars 2010 à 6 heures du matin sur le réseau de MTV comme sur MTV.com et aussi sur Channel 4 au Royaume-Uni le jour suivant. La vidéo a été tournée à Las Vegas et contient des apparitions de Dr. Dre, Laura Jones,Vanilla Ice, 50 Cent, Cynthia Nixon, Kon Artis, Bobby Lee, George Maloof (le propriétaire du The Palms hotel), Melissa Peterman, Trisha Paytas (qui joue Jessica Simpson) et aussi l’actrice pornographique Lisa Ann (qui joue Sarah Palin).
Le clip parodie principalement les séries télévisées Rock of Love et Star Trek, tandis que la séquence basée dans le casino est un hommage au film Rain Man, qu'Eminem a déjà cité dans des morceaux antérieurs. La scène du casino a été filmée dans le casino de l’hôtel The Palms. Des références à Nanouk l'Esquimau sont également faites, particulièrement pour les scènes de Sarah Palin. Le 3 avril 2009, Eminem a déclaré dans une interview à MTV News qu'il se moque de quelques célébrités. Bill O'Reilly du The O'Reilly Factor de Fox News a considéré que la vidéo était vulgaire et obscène pour les scènes de Sarah Palin et les paroles anti-lesbiennes.

## Sample
We Made You contient un sample de Hot Summer Nights de Walter Egan.

## Classements
| Classement / pays (2009),                                      | Meilleure position |
| -------------------------------------------------------------- | ------------------ |
| Australie ARIA Charts                                          | 1                  |
| Autriche                                                       | 6                  |
| Belgique - Ultratop 50 (Région flamande)                       | 13                 |
| Belgique - Ultratop 40 (Région wallonne et Bruxelles-Capitale) | 12                 |
| Canadian Hot 100                                               | 6                  |
| Danemark                                                       | 8                  |
| Pays-Bas                                                       | 14                 |
| European Hot 100 Singles                                       | 4                  |
| France                                                         | 11                 |
| Allemagne                                                      | 8                  |
| Irlande                                                        | 1                  |
| Israël                                                         | 1                  |
| Japon                                                          | 13                 |
| Nouvelle-Zélande RIANZ                                         | 1                  |
| Norvège                                                        | 5                  |
| Suède Sverigetopplistan                                        | 11                 |
| Suisse Swiss Music Charts                                      | 4                  |
| Turquie Top 20                                                 | 3                  |
| UK Singles Chart                                               | 4                  |
| Billboard Hot 100                                              | 9                  |
| Billboard Bubbling Under R&B/Hip-Hop Singles                   | 8                  |
| Billboard Hot Rap Tracks                                       | 19                 |
| Billboard Pop 100                                              | 14                 |